# WWE Fastlane (2016)
WWE Fastlane 2016 war eine Wrestling-Veranstaltung der WWE, die als Pay-per-View und auf dem WWE Network ausgestrahlt wurde. Sie fand am 21. Februar 2016 in der Quicken Loans Arena in Cleveland, Ohio, Vereinigte Staaten statt. Es war die zweite Austragung von Fastlane nach 2015. Zum ersten Mal fand sie in Ohio und damit auch in Cleveland und der Quicken Loans Arena statt.

## Hintergrund
Im Vorfeld der Veranstaltung wurden acht Matches angesetzt, davon eines für die Pre-Show. Diese resultierten aus den Storylines, die in den Wochen vor dem Royal Rumble bei Raw und SmackDown, den wöchentlichen Shows der WWE, gezeigt wurden. Als Hauptkampf wurde ein Triple-Threat-Match angesetzt, dessen Sieger der nächste Herausforderer auf die WWE World Heavyweight Championship von Triple H, der diese im Royal-Rumble-Match bei der gleichnamigen Veranstaltung Royal Rumble vier Wochen zuvor gewinnen durfte, werden sollte. Teilnehmer dieses Matches waren der vorherige Titelträger Roman Reigns, Dean Ambrose und Brock Lesnar.
Zudem kam es zum ersten Einzel-Match des Wrestling-Stars AJ Styles bei einem Pay-per-View der WWE, der erst beim Royal Rumble sein Debüt für die WWE gegeben hatte.

## Ergebnisse
| Matchart                                                                            |                           |              |                                                              | Zeit  |
| ----------------------------------------------------------------------------------- | ------------------------- | ------------ | ------------------------------------------------------------ | ----- |
| Two-out-of-Three-Falls-Match um die WWE United States Championship (Pre-Show-Match) | Kalisto (C)               | bes. mit 2:1 | Alberto Del Rio                                              | 15:02 |
| Tag-Team-Match                                                                      | Becky Lynch & Sasha Banks | bes.         | Team B.A.D. (Naomi & Tamina)                                 | 09:54 |
| Singles-Match um die WWE Intercontinental Championship                              | Kevin Owens (C)           | bes.         | Dolph Ziggler                                                | 15:12 |
| Sechs-Mann-Tag-Team-Match                                                           | Big Show, Kane & Ryback   | bes.         | The Wyatt Family (Braun Strowman, Erick Rowan & Luke Harper) | 10:37 |
| Singles-Match um die WWE Divas Championship                                         | Charlotte (C)             | bes.         | Brie Bella                                                   | 12:30 |
| Singles-Match                                                                       | AJ Styles                 | bes.         | Chris Jericho                                                | 16:27 |
| Singles-Match                                                                       | Curtis Axel               | bes.         | R-Truth                                                      | 02:23 |
| Triple-Threat-Match                                                                 | Roman Reigns              | bes.         | Brock Lesnar und Dean Ambrose                                | 16:50 |